# ادرين بروست
Adrien Achille Proust ادرين أشيل بروست (18 - آذار - 1834 _ 26 - تشرين ثاني - 1903) فرنسّي، أخصائي الأوبئة والصحة. كان والد الروائي Marcel Proust مارسيل بروست والطبيب Robert Proust .
| الولادة | 18- اذار- 1834 في مدينة Illiers-Combray     |
| الوفاة  | 26- تشرين الثاني – 1903 (العمر 69) في باريس |
| الجنسية | فرنسي                                       |
| المهنة  | أخصائي الأوبئة والصحة                       |

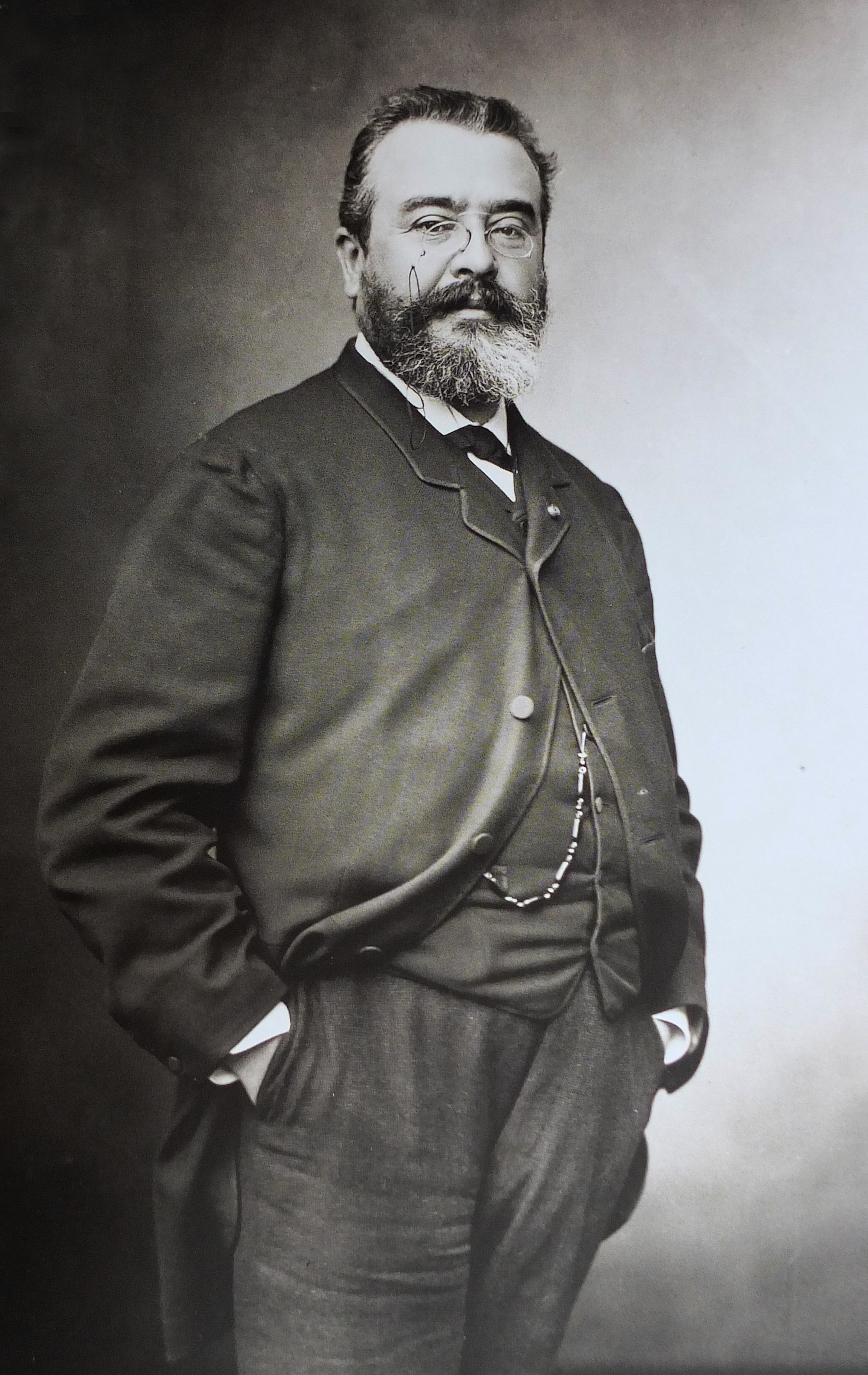

درس الطب في باريس، حيث حصل على درجة الدكتوراه في الطب عام 1862. في بداية عام 1863 عمل طاهيًا في العيادة، وفي عام 1866 حصل على تجميعه مع أطروحة حول أشكال مختلفة من تليين الدماغ،
وفي عام 1869 تم إرساله إلى روسيا وبلاد فارس من اجل إجراء بحوث الكوليرا cholera research  وهي رحلة قام فيها ايضًا بزيارة أثينا والقسطنطينية وميسينا والعديد من المواقع في ألمانيا.
كان بروفيسور النظافة في كلية الطب في باريس، وكبير الأطباء في فندق ديو في باريس Hotel-Dieu de Paris  . كان عضوًا في لجنة الصحة العامة الفرنسية والأكاديمية للأطباء (من عام 1879). اشتغل منصب سكرتيريا من عام 1883 إلى عام 1888. 
ورد ذكر أدريان بروست Adrien Proust  في «الحب في زمن الكوليرا», رواية عام 1985 بقلم غابرييل غارسا ماركيز Gabriel Garcia Marquez  .

## الأعمال المنشورة
مع طبيب الأعصاب جيلبرت باليت Gilbert Ballet  (مؤلف كتاب مهم عن وهن عصبي)بعنوان «النظافة العصبية (1900)».تُرجم لاحقًا إلى اللغة الإنجليزية وتم نشره ك «علاج وهن عصبي» (1903).
من بين جهوده المكتوبة ما يلي:
- رسالة حول النظافة العامة والخاصة، 1877 – دراسة النظافة العامة والخاصة.
- الدفاع عن أوروبا ضد الكوليرا، 1892.
- الدفاع عن أوروبا ضد الطاعون 1897 – الدفاع عن أوروبا ضد الطاعون دبلي bubonic plague.[8][9]